# Saxifraga roylei
Saxifraga roylei är en stenbräckeväxtart som beskrevs av H. Sm.. Saxifraga roylei ingår i Bräckesläktet som ingår i familjen stenbräckeväxter. Inga underarter finns listade i Catalogue of Life.